# Ligne Dōnan Isaribi Tetsudō
La ligne Dōnan Isaribi Tetsudō (道南いさりび鉄道線, Dōnan Isaribi Tetsudō-sen) est une ligne ferroviaire située sur l'île d'Hokkaidō au Japon. Elle relie la gare de Goryōkaku à la gare de Kikonai. La ligne est exploitée par la compagnie South Hokkaido Railway depuis 2016 en remplacement de l'ancienne ligne Esashi de la compagnie JR Hokkaido.

## Histoire
Le 26 mars 2016, JR Hokkaido ouvre la ligne Shinkansen Hokkaidō et arrête l'exploitation de la ligne Esashi. Cette dernière est alors transférée à la compagnie nouvellement créée South Hokkaido Railway et renommée ligne Dōnan Isaribi Tetsudō.

## Caractéristiques
L'écartement des voies est de 1 067 mm. La ligne est à voie unique et électrifiée en courant alternatif 20 000 V - 50 Hz.

## Services et interconnexions
La ligne est empruntée par des trains locaux (omnibus). A Goryōkaku, les trains continuent jusqu'à la gare de Hakodate via la ligne principale Hakodate.
La ligne est également empruntée par des trains de fret qui ne font que passer sans s'arrêter (liaison entre la ligne Kaikyo et la ligne principale Hakodate).

## Gares
Les gares de la ligne sont identifiées par les lettres sh suivies d'un numéro à l'exception de la gare de Gōryokaku exploitée en commun avec JR Hokkaido et identifiée H74.
| Ligne                       | Numéro            | Gare      | Nom japonais | Distance (km) depuis Gōryokaku            | Correspondances                          | Localisation | Localisation             |
| --------------------------- | ----------------- | --------- | ------------ | ----------------------------------------- | ---------------------------------------- | ------------ | ------------------------ |
| Ligne principale Hakodate   | H75               | Hakodate  | 函館         | 3,4                                       | Tramway de Hakodate (à Hakodate Eki-mae) | Hakodate     | Sous-préfecture d'Oshima |
| Ligne principale Hakodate   | H74               | Goryōkaku | 五稜郭       | 0                                         | JR Hokkaido : Hakodate                   | Hakodate     | Sous-préfecture d'Oshima |
| Ligne Dōnan Isaribi Tetsudō | H74               | Goryōkaku | 五稜郭       | 0                                         | JR Hokkaido : Hakodate                   | Hakodate     | Sous-préfecture d'Oshima |
| sh11                        | Nanaehama         | 七重浜    | 2,7          |                                           | Hokuto                                   |              | Sous-préfecture d'Oshima |
| sh10                        | Higashi-Kunebetsu | 東久根別  | 5,3          |                                           | Hokuto                                   |              | Sous-préfecture d'Oshima |
| sh09                        | Kunebetsu         | 久根別    | 6,5          |                                           | Hokuto                                   |              | Sous-préfecture d'Oshima |
| sh08                        | Kiyokawaguchi     | 清川口    | 7,6          |                                           | Hokuto                                   |              | Sous-préfecture d'Oshima |
| sh07                        | Kamiiso           | 上磯      | 8,8          |                                           | Hokuto                                   |              | Sous-préfecture d'Oshima |
| sh06                        | Moheji            | 茂辺地    | 17,6         |                                           | Hokuto                                   |              | Sous-préfecture d'Oshima |
| sh05                        | Oshima-Tōbetsu    | 渡島当別  | 22,6         |                                           | Hokuto                                   |              | Sous-préfecture d'Oshima |
| sh04                        | Kamaya            | 釜谷      | 27,5         |                                           | Kikonai                                  |              | Sous-préfecture d'Oshima |
| sh03                        | Izumisawa (ja)    | 泉沢      | 30,6         |                                           | Kikonai                                  |              | Sous-préfecture d'Oshima |
| sh02                        | Satsukari         | 札苅      | 34,0         |                                           | Kikonai                                  |              | Sous-préfecture d'Oshima |
| sh01                        | Kikonai           | 木古内    | 37,8         | JR Hokkaido : Shinkansen Hokkaidō, Kaikyō | Kikonai                                  |              | Sous-préfecture d'Oshima |

## Matériel roulant
La ligne est parcourue par des trains de série KiHa 40 appartenant autrefois à JR Hokkaido.

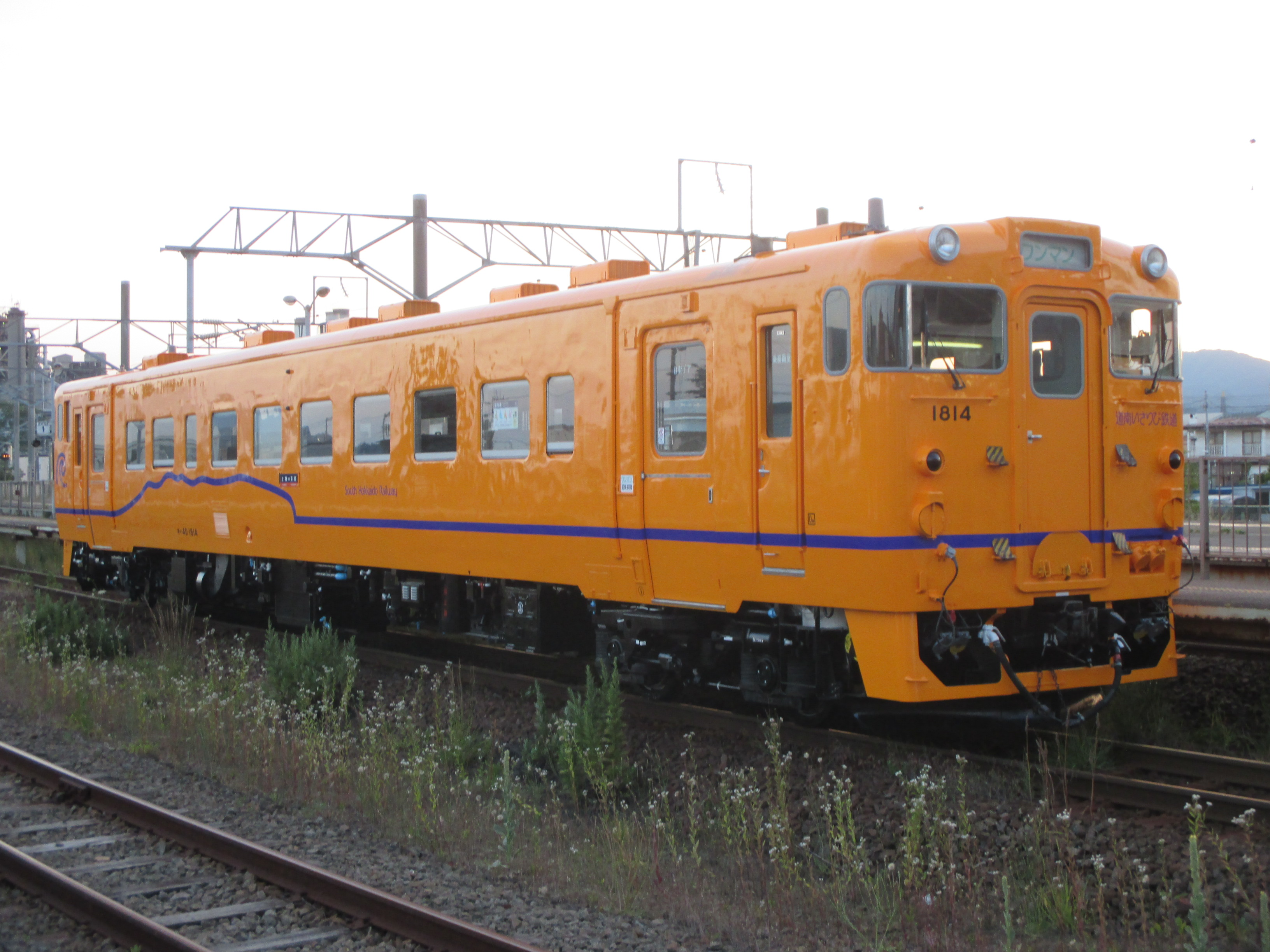
JR série KiHa 40